# Betonový potěr

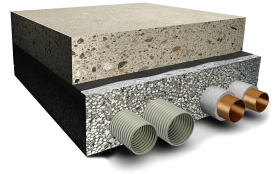
Podlahová konstrukce

Betonový potěr (též cementová mazanina, cementový potěr) je ve stavebnictví část podlahové konstrukce, která je upravena před ztuhnutím tak, aby dosáhla co nejvyšší pevnosti a rovinnosti. 
Betonový potěr může být realizován několika způsoby:
Připojený potěr (tzv. spřažený)Podkladní konstrukce je dostatečné kvality umožňující připojení pomocí kontaktního můstku.
Oddělený potěr (např. na separační PE fólii)Podkladní konstrukce je únosná, avšak není možné připojení – masný povrch, různé materiály apod.
Plovoucí potěr (např. na tepelné izolaci)Podkladní konstrukce – vrstva je stlačitelná a je proto nutný důraz na pevnost samotného potěru, který roznáší všechna zatížení.